# Lista de espécies do gênero Lithophyllum
Lithophyllum Philippi, 1837  é o nome botânico  de um gênero de algas vermelhas marinhas pluricelulares da família Corallinaceae, subfamília Lithophylloideae.
- Atualmente apresenta 107 espécies taxonomicamente válidas:

## Espécies
| - Lithophyllum acanthinum Foslie, 1907 - Lithophyllum accedens Foslie, 1907 - Lithophyllum acrocamptum Heydrich, 1902 - Lithophyllum aequum Foslie, 1907 - Lithophyllum albanense Lemoine, 1924 - Lithophyllum almanense Lemoine, 1920 - Lithophyllum alternans M. Lemoine, 1929 - Lithophyllum amplostratum W.R. Taylor, 1945 - Lithophyllum aninae Foslie, 1907 - Lithophyllum antillarum Foslie & Howe, 1906 - Lithophyllum atalayense Lemoine, 1920 - Lithophyllum azorum M. Lemoine - Lithophyllum bahrijense Bosence, 1983 - Lithophyllum balmeri (Heydrich) Heydrich - Lithophyllum bamleri (Heydrich) Heydrich, 1897 - Lithophyllum belgicum Foslie, 1909 - Lithophyllum bipartitum M. Lemoine - Lithophyllum brachiatum (Heydrich) M. Lemoine, 1929 - Lithophyllum byssoides (Lamarck) Foslie, 1900 - Lithophyllum californiense Heydrich, 1901 - Lithophyllum canescens (Foslie) Foslie, 1905 - Lithophyllum chamberlainianum Woelkerling & S.J. Campbell, 1992 - Lithophyllum complexum M. Lemoine, 1929 - Lithophyllum congestum (Foslie) Foslie, 1900 - Lithophyllum corallinae (P.L. Crouan & H.M. Crouan) Heydrich, 1897 - Lithophyllum crodelioides Boudouresque - Lithophyllum cuneatum Keats, 1995 - Lithophyllum cystoseirae (Hauck) Heydrich, 1897 - Lithophyllum decussatum (J. Ellis & Solander) Philippi, 1837 - Lithophyllum dentatum (Kützing), Foslie 1900 - Lithophyllum detrusum Foslie, 1906 - Lithophyllum dispar (Foslie) Foslie, 1909 - Lithophyllum divaricatum M. Lemoine, 1929 - Lithophyllum dublancqui Lemoine, 1918 - Lithophyllum duckerae Woelkerling, 1983 - Lithophyllum elegans (Foslie) Foslie, 1900 - Lithophyllum esperi (M. Lemoine) South & Tittley - Lithophyllum falkandicum (Foslie) Foslie, 1906 - Lithophyllum fasciculatum (Lamarck) Foslie, 1900 - Lithophyllum fernandezianum Lemoine, 1920 - Lithophyllum fetum Foslie, 1907 - Lithophyllum flavescens Keats, 1997 - Lithophyllum giraudii Lemoine, 1918 - Lithophyllum gracile Foslie - Lithophyllum grumosum (Foslie) Foslie, 1898 - Lithophyllum hancockii E.Y. Dawson, 1944 - Lithophyllum hermaphroditum (Heydrich) W.J. Woelkerling, 1991 - Lithophyllum hibernicum Foslie, 1906 - Lithophyllum imitans Foslie, 1909 - Lithophyllum impressum Foslie, 1905 - Lithophyllum incrustans Philippi, 1837 - Lithophyllum insipidum Adey, Townsend & Boykins, 1982 - Lithophyllum intermedium Foslie, 1906 - Lithophyllum irregulare (Foslie) Huvé ex Steentoft | - Lithophyllum irvineanum Woelkerling & S.J. Campbell, 1992 - Lithophyllum johansenii Woelkerling & Campbell, 1992 - Lithophyllum kotschyanum Unger, 1858 - Lithophyllum lapidea Foslie, 1906 - Lithophyllum leptothalloideum Pilger - Lithophyllum lithophylloides Heydrich, 1901 - Lithophyllum lividum Lemoine, 1930 - Lithophyllum margaritae (Hariot) Heydrich, 1901 - Lithophyllum mgarrense Bosence, 1983 - Lithophyllum mutabile M. Lemonie, 1929 - Lithophyllum neoatalayense Masaki, 1968 - Lithophyllum nitorum W.H. Adey & P.J. Adey, 1973 - Lithophyllum okamurae Foslie, 1900 - Lithophyllum orbiculatum (Foslie) Foslie, 1900 - Lithophyllum pallescens (Foslie) Foslie, 1900 - Lithophyllum papillosum Zanardini ex Hauck, 1885 - Lithophyllum paradoxum Foslie, 1908 - Lithophyllum pinguiense Heydrich, 1901 - Lithophyllum polycarpum Zanardini - Lithophyllum polycephalum Foslie - Lithophyllum polyclonum Foslie, 1905 - Lithophyllum prelichenoides M. Lemoine, 1939 - Lithophyllum premoluccense Lemoine, 1918 - Lithophyllum preprototypum Me. Lemoine, 1917 - Lithophyllum proboscideum (Foslie) Foslie, 1900 - Lithophyllum prototypum (Foslie) Foslie, 1905 - Lithophyllum punctatum Foslie, 1906 - Lithophyllum pustulatum (J.V. Lamouroux) Foslie, 1904 - Lithophyllum pygmaeum (Heydrich) Heydrich, 1897 - Lithophyllum racemus (Lamarck) Foslie, 1901 - Lithophyllum reesei E.Y. Dawson, 1960 - Lithophyllum retusum (Foslie) Foslie - Lithophyllum rileyi M. Lemoine, 1929 - Lithophyllum rugosum (Foslie) Lemoine, 1913 - Lithophyllum sancti-georgei M. Lemoine, 1929 - Lithophyllum shioense Foslie, 1906 - Lithophyllum sierra-blancae Howe, 1934 - Lithophyllum simile Foslie, 1909 - Lithophyllum skottsbergii Lemoine, 1920 - Lithophyllum stephensonii (M. Lemoine) - Lithophyllum stictaeforme (J.E. Areschoug) Hauck, 1878 - Lithophyllum subantarcticum (Foslie) Foslie, 1907 - Lithophyllum subreduncum Foslie - Lithophyllum subtenellum (Foslie) Foslie, 1909 - Lithophyllum tarentinum Mastrorilli - Lithophyllum tedeschii P. Fravega, M. Piazza & G. Vannucci, 1993 - Lithophyllum tortuosum (Esper) Foslie, 1900 - Lithophyllum trinidadense Lemoine, 1917 - Lithophyllum tuberculatum Foslie, 1906 - Lithophyllum tumidulum Foslie, 1901 - Lithophyllum uvaria M. Lemoine, 1924 - Lithophyllum veleroae E.Y. Dawson, 1944 - Lithophyllum yessoense Foslie, 1909 |